# Onychogalea
Az Onychogalea nem vagy karmosfarkú kenguru a Diprotodontia rendhez, ezen belül a kengurufélék (Macropodidae) családjához tartozó nem.

## Élőhelye
A karmosfarkú kenguruk Ausztráliában élnek

## Rendszerezés
Az Onychogalea nembe három fajt sorolnak.
- Nyergeskenguru (Onychogalea frenata)

Egykor Ausztrália keleti részén széles körben elterjedt faj volt. A faj élőhelyét jelentő erdők irtása és a vadászat miatt súlyosan veszélyeztetett fajjá vált, emellett a szarvasmarha és juhcsapatok elpusztították az erdők aljnövényzetét, ahol a kenguruk a nappalt töltötték. 1937-től 1973-ig egyetlen egyedet sem észleltek és feltételezték, hogy a  faj kihalt. A fajt 1973-ban Queensland egy eldugott vidékén újra felfedezték. Egy viszonylag kis méretű (115 km²-es) területen fordul elő kizárólag, melyet azóta nemzeti parkká nyilvánítottak. Elindultak fogságban való tenyésztési programok is a faj megmentése érdekében.
- Holdkarmú kenguru (Onychogalea lunata)

Korábban Ausztrália száraz belső területein élt, de mára nagy bizonyossággal állítható, hogy kihalt. Utolsó egyedét 1930-ban Nyugat-Ausztrália államban látták.
- Északi karmoskenguru (Onychogalea unguifera)

A nem leggyakoribb faja. Ausztrália északi részén még viszonylag széles körben elterjedt.